# Calisto Tanzi
Calisto Tanzi (Collecchio, 17 novembre 1938 – Parma, 1º gennaio 2022) è stato un imprenditore e dirigente sportivo italiano, fondò la Parmalat nel 1961, che, dopo oltre 40 anni di gestione, portò al fallimento, alla fine del 2003, con un buco di 14 miliardi di euro nei conti, in quella che rimane la più grande bancarotta d'Europa, portando sul lastrico migliaia di famiglie italiane e lavoratori.
Nel corso della sua carriera è stato anche proprietario del Parma dal 1990 al 2003. Durante la sua gestione la squadra ha vinto otto trofei: tre Coppe Italia, una Supercoppa italiana, una Coppa delle Coppe UEFA, una Supercoppa UEFA e due Coppe UEFA.

## Biografia

### Origini e formazione
Nato da una famiglia di piccoli imprenditori (il padre Melchiorre gestiva una piccola azienda di commercio di prodotti alimentari fondata a Parma dal nonno Calisto senior), si diplomò in ragioneria e all'età di 21 anni interruppe gli studi universitari per aiutare il padre, gravemente malato, a gestire l'impresa. 

### La fondazione di Parmalat, l'attività imprenditoriale e le amicizie politiche
Dopo averne acquisito pieno controllo, nel 1961 Calisto Tanzi ampliò le attività aprendo un piccolo caseificio e impianto di pastorizzazione in località Collecchio, che battezzò prima Dietalat e successivamente Parmalat, basandosi  su un uso sistematico della vendita porta a porta.
Desideroso di sperimentare nuove soluzioni commerciali, nel corso di un viaggio in Svezia vide per la prima volta, in un negozio di Stoccolma, il latte venduto in confezioni Tetra Pak. Intuendo la versatilità ed economicità di tale imballaggio, Tanzi decise di investirvi e parallelamente di sviluppare il procedimento UHT per rendere il latte a lunga conservazione. Sull'onda del successo avuto da tale soluzione, presto estese il medesimo principio a conserve alimentari e succhi di frutta, consentendo a Parmalat di crescere ed affermarsi come azienda alimentare leader a livello internazionale, capace di aprire poli produttivi in diverse parti del mondo. Entro il 1975 il fatturato di Parmalat era già lievitato a 100 miliardi di lire annui.
Sempre al fine di supportare la crescita della sua impresa, tra gli anni 1970 e 1980 Tanzi investì massicciamente nella promozione commerciale dei propri marchi, con campagne pubblicitarie multimediali e programmi di sponsorizzazione sportiva: tra gli altri, il nome Parmalat venne associato ai campioni di sci alpino Gustav Thöni e Ingemar Stenmark, ai piloti di Formula 1 Niki Lauda e Nelson Piquet e alla scuderia Brabham, nonché in ulteriori discipline.
Per consolidare le proprie attività e metterle al riparo da eventuali rovesci del mercato, l'imprenditore parmigiano trovò un fondamentale appoggio nella Democrazia Cristiana, segnatamente nella persona di Ciriaco De Mita, di cui divenne intimo amico. Tanzi concesse infatti al politico l'uso dei mezzi di trasporto di sua proprietà e arrivò finanche ad aprire uno stabilimento a Nusco, paese natale del leader democristiano. Sempre su sollecitazione di De Mita appose alcuni dei suoi marchi sulle maglie dell'Avellino e nel 1982 rilevò un pacchetto di emittenti televisive locali che organizzò nella syndication Euro TV, allo scopo dichiarato di inserirla a pieno titolo nel consesso dell'emittenza televisiva nazionale.

### L'indebitamento di Parmalat e l'acquisizione del Parma
La politica di copiose acquisizioni in rapida successione, condotte tutte a debito e non sostenute da adeguate ricapitalizzazioni, fece crescere a dismisura il passivo delle imprese di Tanzi: già nel 1989 (come verrà successivamente appurato) la Parmalat era quindi vista con sospetto dalle banche d'affari, dubbiose riguardo alla natura delle risorse su cui si fondava il gruppo. Secondo talune fonti, la voragine debitoria era così pesante che l'azienda poteva già essere considerata tecnicamente fallita. 
La principale voce di spesa era costituita proprio dalla televisione, che a fronte di una spesa di circa 160 miliardi di lire in meno di dieci anni era rimasta poco remunerativa, con un indice d’ascolto medio attorno al 3,5%. Sul finire del 1987 si cercò di risollevarne le sorti stringendo una partnership col gruppo Acqua Marcia di Vincenzo Romagnoli (a seguito della quale la syndication venne ridotta - alcune emittenti fuoriuscite si riorganizzarono in Italia 7 - e rinominata Odeon TV); dopo pochi mesi quest'ultimo vendette le sue quote al costruttore Edoardo Longarini. L'obiettivo dichiarato di raggiungere almeno l'8% di share nazionale rimase però sulla carta: Odeon infatti non era un network integrato e non trasmetteva in contemporanea su tutto il territorio italiano, a differenza della maggior concorrente Fininvest, che inoltre attirò nella sua orbita Italia 7, garantendole raccolta pubblicitaria e produzione di alcuni programmi. Sempre nel 1987, su sollecitazione di De Mita, Tanzi trattò invano con Silvio Berlusconi l'acquisizione di Rete 4.
Cooperò al dissesto della Parmalat la sistematica distrazione di risorse dalle casse sociali, poi riversate nella società SATA, controllata dalla famiglia Tanzi: si calcola che, tra il 1997 e il 2003, 173 milioni di euro fossero stati deviati dall'azienda al patrimonio personale del patron e dei suoi congiunti. In aggiunta Parmalat accumulava debiti esorbitanti acquisendo aziende straniere (6,8 miliardi di euro nel 2003) e distribuiva ricchi dividendi a fine anno ai propri soci, ivi compresa la famiglia Tanzi, per un totale di 16 milioni di euro annui.
Sul finire del 1989 Tanzi, per consolidare le depresse casse aziendali, chiese un prestito di 120 miliardi di lire al Monte dei Paschi di Siena, tramite la merchant bank Centrofinanziaria; l'istituto toscano accettò, allargando la sottoscrizione anche ad altri soggetti e istituti di credito, imponendo tuttavia la vendita di Odeon TV (gravata da debiti per 100 miliardi di lire, che effettivamente venne di lì a poco ceduta alla Sasea di Florio Fiorini) e la restituzione dell'importo in tre anni, pena la cessione alla banca di oltre il 50% delle quote dell'azienda, che sarebbero poi state ulteriormente rivendute (su di esse vi era già una manifestazione d'interesse della multinazionale Kraft Foods). L'iniezione di liquidità non fu tuttavia sufficiente a risolvere i problemi finanziari di Parmalat, sicché nel 1990 Tanzi e il suo entourage decisero di quotare l'azienda presso la Borsa di Milano; tale operazione era però ostacolata dalla nomea di cattiva pagatrice dell'azienda di Collecchio: quindi il finanziere Gianmario Roveraro suggerì a Tanzi di entrare a Piazza Affari mediante l'acquisizione di una società già quotata, che venne individuata nella Finanziaria Centronord di Giuseppe Gennari.

Calisto Tanzi (secondo da sinistra) in veste di patron del, mentre festeggia tra (da sinistra) il capitano Minotti, l'allenatore Scala e il presidente Pedraneschi la vittoria della Coppa Italia 1991-1992

Nei primi anni 1990 Tanzi, uscito rafforzato dall'operazione di quotazione (nella quale il valore delle azioni era stato artificiosamente sovrastimato), estese significativamente le proprie attività in settori terzi, acquisendo la proprietà della squadra di calcio del Parma, neopromossa in Serie A (che grazie alle risorse Parmalat conquistò i più grandi successi della sua storia), e alcuni tour operator, poi fusi nel gruppo Parmatour grazie al supporto della Banca di Roma. Entro il 2003 ambedue le società gli erano costate circa 500 milioni di euro l'una, andando ad aggravare ulteriormente la situazione debitoria della struttura aziendale. 
Nel 1992 Tanzi si trovò nuovamente bisognoso di liquidità e contattò nuovamente Roveraro, che gli suggerì di effettuare un aumento di capitale di 430 miliardi di lire, di cui 215 miliardi garantiti da Tanzi stesso. La ricapitalizzazione arrivò e l'imprenditore disse al finanziere di averli attinti dal patrimonio della moglie, salvo poi chiedere sia a lui che all'avvocato Sergio Erede e a Renato Picco (rappresentante di Eridania-Ferruzzi) di dimettersi dal consiglio di amministrazione di Parmalat, in cui rimasero solo esponenti della famiglia Tanzi e dipendenti. Come appurarono le indagini dei primi anni 2000, da quel momento il gruppo iniziò a falsificare i bilanci.
Nel 1993, desideroso di espandersi ulteriormente a livello internazionale, Tanzi si rivolse a Chase Manhattan Corporation (antesignana di JPMorgan Chase), che introdusse Parmalat nel mercato obbligazionario. I risultati ottenuti dal gruppo di Collecchio furono lusinghieri (la domanda di obbligazioni Parmalat superava ampiamente l'offerta) e consentirono al patròn, tra il 1994 e il 1996, di avviare una nuova campagna di acquisizioni estere e di tentare anche l'acquisizione dei marchi Cirio-Bertolli-De Rica dalla SME, in società con Saverio Lamiranda. Quest'ultimo affare non fu realizzato per l'arrivo di Sergio Cragnotti, imprenditore con cui Tanzi intrattenne rapporti privilegiati, compartecipandone alcune società e infine rilevando le attività casearie di Cirio per 765 miliardi di lire; entrambi inoltre sedettero nel CDA di Capitalia, ebbero partecipazioni azionarie nel Mediocredito Centrale e nella Banca Mediterranea e conclusero lucrosi affari di compravendita di calciatori tra Parma e Lazio.
Il gruppo, ormai divenuto centro di enormi interessi finanziari coinvolgenti i maggiori istituti di credito americani ed europei, era sempre più in rosso: nel 1996 l'indebitamento lordo superava 1 miliardo e 200 000 euro, e l'aumento di capitale di 370 miliardi di lire effettuato di lì a poco venne onorato da Calisto Tanzi grazie ai fondi ottenuti tramite un prestito dell'UBS. In aggiunta la penetrazione della Parmalat sui mercati americani si stava rivelando faticosa e anche in Italia la quota di mercato detenuta dal colosso parmigiano (ormai da tempo dominante, sfiorando talora il monopolio) si andava riducendo.
L'associazione con Citigroup, sul finire degli anni 1990, diede però il via a un rilancio delle campagne di acquisizione e di emissione di obbligazioni. Le voci sulle difficoltà dell'azienda si facevano tuttavia sempre più insistenti, ma rimasero inizialmente sopite: Parmalat era infatti divenuta uno strumento nelle mani delle banche, che si servivano di essa per riscuotere i crediti presso imprenditori insolventi mediante operazioni di finanza derivata. La procedura seguita in tali casi prevedeva che Tanzi rilevasse l'azienda "morosa" con soldi ricavati mediante l'emissione di un'obbligazione: in tal modo l'imprenditore insolvente poteva saldare il suo debito girando i soldi pagati da Tanzi alla banca di turno, che a sua volta lucrava sulle commissioni legate a tale operazione. In tal modo il debito della società insolvente passava attraverso Parmalat e, a seguito dell'emissione delle obbligazioni, al pubblico. A titolo d'esempio, tale operazione venne condotta nel 2002 sulla Ciappazzi, azienda produttrice di acque minerali, che Tanzi rilevò per 35 miliardi di lire su sollecitazione della Banca di Roma di Cesare Geronzi (successivamente incriminato per usura in relazione a questo caso), creditrice nei confronti del proprietario Giuseppe Ciarrapico.

### Ilcracdella società nel 2003
Nel 2003 i continui rilanci nell’emissione di obbligazioni da parte di Parmalat, che pure dichiarava di possedere grandi risorse liquide, fecero sorgere diffuse perplessità sull’effettiva solidità dei conti del gruppo, al punto da spingere la Consob ad avviare degli accertamenti.
Ai primi di dicembre di quell'anno, a seguito del mancato rimborso di un'obbligazione da 150 milioni di euro, si scoprì un primo ammanco di 600 milioni di euro nel patrimonio dichiarato della società. Tanzi a quel punto iniziò ad ammettere alle banche creditrici l'esistenza di falsificazioni di bilancio, ma nell'immediato non fu oggetto di alcun provvedimento. Dal canto loro, i revisori dei conti di Parmalat continuarono a professare tranquillità, avendo ricevuto dal management di Collecchio un estratto conto della Bank of America, sul quale era riportata la presenza di un deposito di 3,95 miliardi di euro intestato alla controllata Bonlat, con sede alle isole Cayman. 
Il 15 dicembre, dopo che le azioni Parmalat (sospese precauzionalmente dalle contrattazioni per tre giorni) ebbero perso il 46,8% del loro valore, con Standard & Poor's che declassò due volte i rating delle obbligazioni dell'azienda, l'intero consiglio d'amministrazione si dimise e al vertice del gruppo venne nominato il commissario Enrico Bondi, che Tanzi stesso aveva contattato nei primi giorni del mese come consulente per la ristrutturazione del gruppo, nel tentativo di ripagare la summenzionata obbligazione.
Il 18 dicembre Bank of America smentì l'esistenza del conto Bonlat: l'estratto conto miliardario era del tutto falso, creato negli uffici Parmalat con l'ausilio di uno scanner. L'indomani la notizia divenne di dominio pubblico e accese i riflettori sul crac.

### La morte
Già nei mesi successivi al crac Parmalat e al suo arresto, la sua salute iniziò a declinare, obbligandolo a ricorrere con frequenza a terapie e cure mediche.
A metà dicembre 2021 fu colto da una grave infezione polmonare e ricoverato presso l'Ospedale Maggiore di Parma; qui morì il 1º gennaio 2022, all'eta di 83 anni. Per sua espressa volontà, è stato  cremato.

## Procedimenti giudiziari
Con la scoperta del crac Parmalat, il 22 dicembre 2003 Tanzi venne iscritto nel registro degli indagati e arrestato cinque giorni dopo. Tornato libero il 27 settembre 2004, dopo 275 giorni trascorsi tra la prigione e gli arresti domiciliari, venne poi rinviato a giudizio con vari capi d'accusa.

### Procedimento per aggiotaggio per lo scandalo Parmalat
Il 18 dicembre 2008 venne condannato dal Tribunale di Milano a 10 anni di reclusione per aggiotaggio, falso dei revisori e ostacolo alla CONSOB in relazione alle vicende del crac Parmalat; successivamente, il 26 maggio 2010, la Corte d'appello di Milano confermò la condanna comminata in primo grado.
Il 4 maggio 2011 la Corte di cassazione confermò in via definitiva la condanna, riducendo tuttavia la pena inflitta a 8 anni e un mese di reclusione per intervenuta prescrizione del reato, limitatamente agli episodi contestati fino al 18 giugno 2003. All'indomani del passaggio in giudicato della condanna, la Guardia di Finanza arrestò Tanzi, conducendolo nel carcere di Parma; in considerazione dell'età di Tanzi e di quanto previsto dalla legge ex-Cirielli, si riteneva che all'ex-cavaliere sarebbero stati concessi gli arresti domiciliari, ma in un primo momento i giudici furono di diverso avviso, ragion per cui Tanzi iniziò a scontare in carcere la condanna inflittagli. Tuttavia dopo circa due anni, anche a seguito dell'aggravarsi delle sue condizioni di salute, a Tanzi sono stati concessi gli arresti domiciliari in ospedale.

### Procedimento per bancarotta fraudolenta
Il processo per bancarotta fraudolenta, celebrato presso il tribunale di Parma, si concluse il 9 dicembre 2010 con la condanna a 18 anni di reclusione.
Il 23 aprile 2012 la Corte d'Appello di Bologna condannò Tanzi alla pena di 17 anni e 10 mesi di reclusione.
Il 7 marzo 2014 la Corte di cassazione confermò sostanzialmente la sentenza d'appello, salvo lievi riduzioni di pena collegate allo scattare della prescrizione per il reato di associazione per delinquere: in particolare, per Tanzi la condanna definitiva fu dunque di 17 anni e 5 mesi di reclusione, da sommare alle ulteriori condanne subite da Tanzi per le altre vicende relative al crac Parmalat. Nello stesso giorno, Tanzi perse il fratello e fidato braccio destro Giovanni, deceduto a causa di problemi cardiaci, a sua volta sottoposto ad arresto domiciliare dal 17 febbraio 2004.

### Procedimento per ilcracdi Parmatour
Il 20 dicembre 2011 il tribunale di Parma condannò Calisto Tanzi alla pena di 9 anni e 2 mesi di reclusione per il filone del processo relativo al crac di Parmatour, holding di tour operator del gruppo di Collecchio. I capi d'accusa erano associazione a delinquere, bancarotta e falso in bilancio..